# Friedrich Oskar von Schwarze
Ludwig Friedrich Oskar Schwarze, från 1875 von Schwarze, född 30 september 1816 i Löbau, död 17 januari 1886 i Dresden, var en tysk jurist och politiker.
Schwarze blev 1854 överappellationsråd i Dresden och var 1860–85 Generalstaatsanwalt. Som ledamot av Nordtyska förbundets och tyska riksdagen (1867–84) och sachsiska lantdagen tog han del i flera viktiga lagstiftningsarbeten. Så till exempel var han författare till de sachsiska brottmåls- och jurylagarna. Bland hans skrifter märks för övrigt Kommentar zur Strafprocessordnung für das Königreich Sachsen (1856; tredje upplagan 1863) och Kommentar zum Strafgesetzbuch für das Deutsche Reich (1871; femte upplagan 1884). Han utgav även tidskriften Gerichtssaal.